# Dsungaripteridae

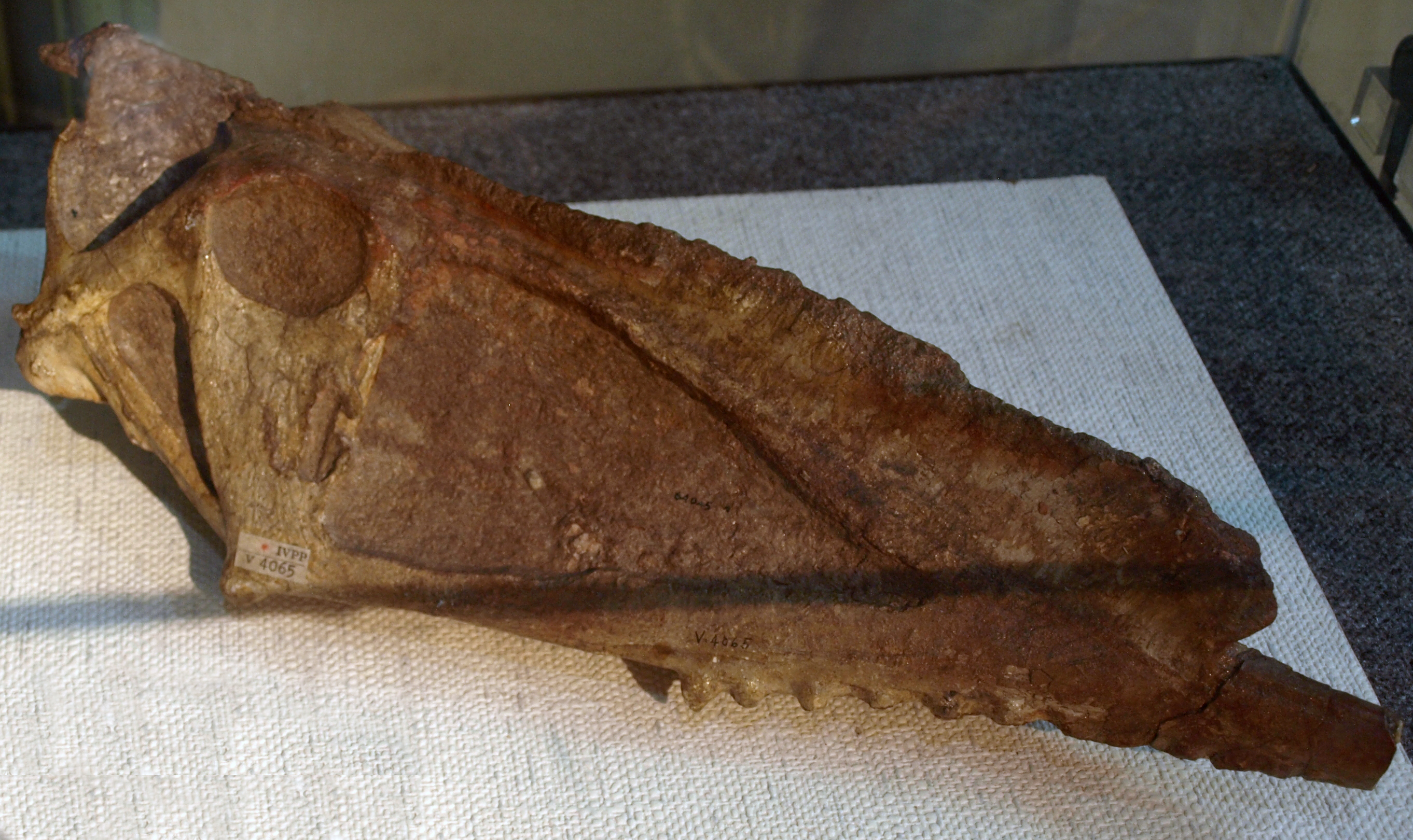
Schedel van Dsungaripterus

De Dsungaripteridae zijn een groep (familie) uitgestorven pterosauriërs behorend tot de Pterodactyloidea.
In 1964 benoemde Yang Zhongjian ("C.C. Young") een familie Dsungaripteridae om de in China gevonden Dsungaripterus een plaats te geven. Later werden ook Noripterus en 'Phobetor' (een al bezette naam; vandaar de aanhalingstekens) aan de familie toegewezen.
In 2003 gaf Alexander Kellner een exacte definitie als klade: de groep bestaande uit de laatste gemeenschappelijke voorouder van Dsungaripterus, Noripterus en 'Phobetor' en al zijn afstammelingen. Als synapomorfieën, gedeelde nieuwe eigenschappen, gaf hij de zes volgende: een relatief kleine oogkas die hoog in de schedel geplaatst is; een opening onder de oogkas; een hoge kam op de snuit die loopt van voor de 'neusgaten' tot achter de oogkassen; de maxilla loopt uit naar achteren en beneden; het ontbreken van tanden in het voorste stuk van de kaken; de achterste tanden in de bovenkaak zijn het grootst; de tanden hebben een brede ovale basis. Kellner wees erop dat behalve Dsungaripterus de leden van de groep slechts van fragmentarische resten bekend zijn, zodat alleen het laatste kenmerk bij allen vastgesteld kon worden.
Ook Domeykodactylus en Lonchognathosaurus zijn aan de klade toegewezen. Ze bestaan uit middelgrote vormen die gespecialiseerd zijn in het eten van schelpdieren en voor het vermorzelen daarvan vrij platte tanden hebben.
Hetzelfde jaar gaf David Unwin een iets afwijkende definitie: de laatste gemeenschappelijke voorouder van Dsungaripterus weii en Noripterus complicidens, en al zijn afstammelingen.
De bekende Dsungaripteridae komen voor van het Laat-Jura (Berriasien) tot het midden van het Krijt (Hauterivien). De groep behoort tot de Dsungaripteroidea sensu Unwin en is vermoedelijk vrij nauw verwant aan de Azhdarchoidea. Volgens Unwin is Germanodactylus het zustertaxon van de groep, maar zijn analyses hebben als enige die uitkomst. Volgens een analyse van Brian Andres uit 2008, zijn de Dsungaripteridae nauw verwant aan de Tapejaridae zodat ze zelfs binnen de Azhdarchoidea vallen. Hij verdeelde ze in 2014 in de Dsungaripterinae en de Noripterinae.